# Яловець червоний
Juniperus oxycedrus (яловець червоний, ялівець колючий) — вид хвойних рослин родини кипарисових.

## Поширення, екологія
Росте у Середземноморському регіоні, навколо Чорного моря та на Близького Сході. Поширений у середовищі середземноморських склерофільних чагарників і сухого рідколісся, де росте разом з Pinus, Carpinus betulus, Quercus, Quercus-Lentiscus, а також у гірських і вологим лісах з Cedrus libani, Pinus nigra, Juniperus foetidissima, Juniperus excelsa. Діапазон висот: 1–2200 м. Зустрічається на сухих, кам'янистих схилах на тонких ґрунтах. В основному обмежується регіонами з середземноморським кліматом, але на Балканах і на Піренейському півострові може зростати в більш континентальних умовах.

## Морфологія

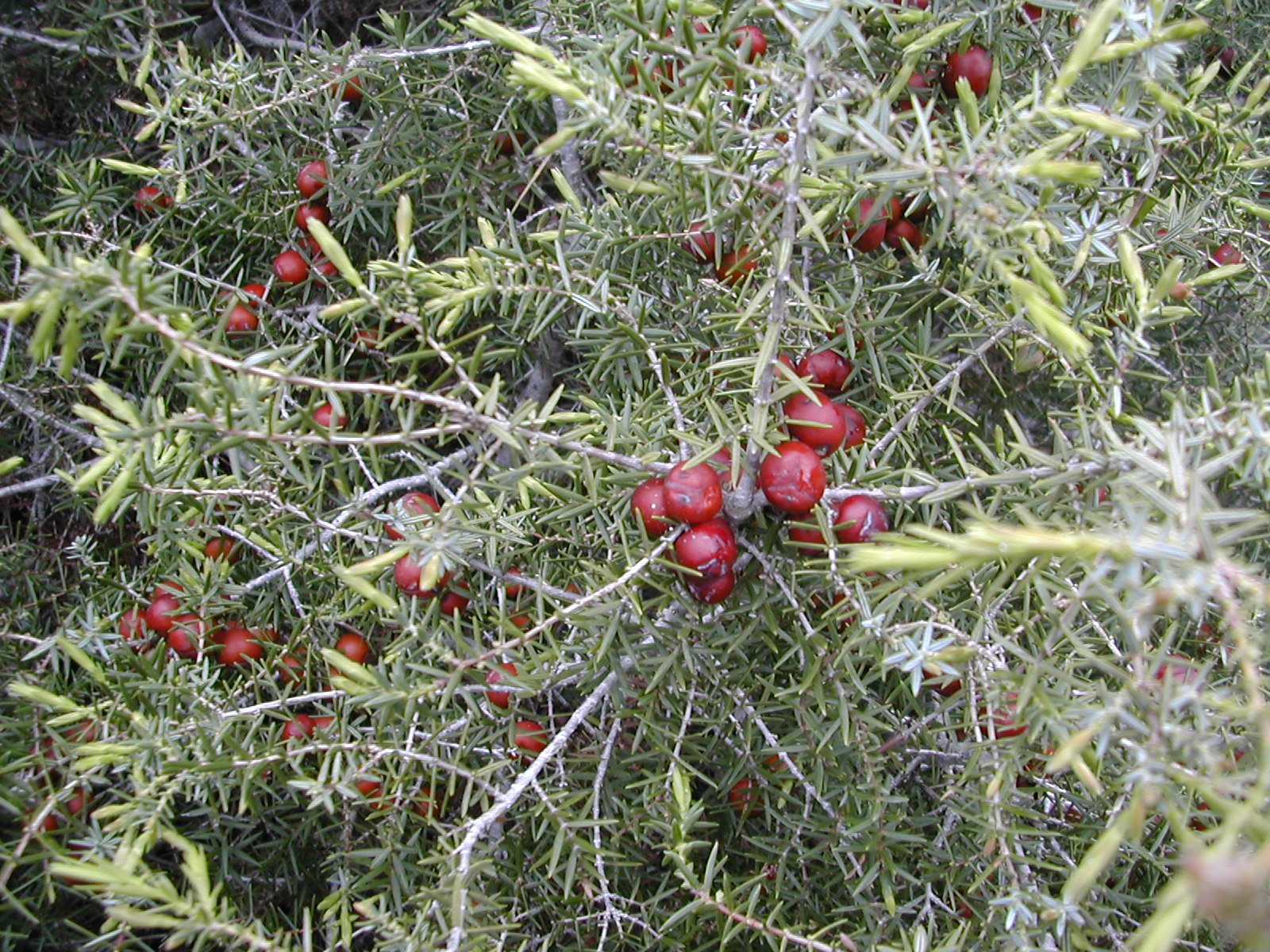
Листя та шишки

Дводомне дерево до 14 м, але, як правило, чагарник. Кора від сірого до червоно-коричневого кольору. Голки в групах по три, гострі, зелені, до 2 см в довжину; поперечний переріз трикутний. Пилкові шишки жовті, 2–3 мм завдовжки, і падають незабаром після проливають пилок наприкінці зими або ранньою весною. Фрукти (шишки) ягодоподібні, червоні, сферичні, близько 10 мм в діаметрі; дозрівають на другий рік; як правило, з трьома насінинами.

## Використання
Підходить для вирощування як декоративна рослина в південній Європі. Ефірні олії витягуються з гілок і листя, особливо у Франції та Туреччині й використовується в лікувальних цілях.

## Загрози та охорона
Загрози не були визначені для цього виду, хоча прибережні міські та екскурсійні події мали певний вплив на прибережні субпопуляції. Цей вид присутній у багатьох охоронних територіях в усьому діапазоні поширення.